# La Meilleraye-de-Bretagne

Localització de La Meilleraye-de-Bretagne

La Meilleraye-de-Bretagne (en bretó Melereg-Breizh) és un municipi francès, situat a la regió de país del Loira, al departament de Loira Atlàntic, que històricament va formar part de la Bretanya. L'any 2006 tenia 1.197 habitants. Limita amb Moisdon-la-Rivière, Issé, Abbaretz, Joué-sur-Erdre, Riaillé i Grand-Auverné.

## Demografia
| 1962                                       | 1968  | 1975  | 1982  | 1990  | 1999  |
| ------------------------------------------ | ----- | ----- | ----- | ----- | ----- |
| 1.086                                      | 1.129 | 1.045 | 1.074 | 1.097 | 1.027 |
| Des de 1962: població sense dobles comptes |       |       |       |       |       |

## Administració
| Període | Identitat     | Partit |
| ------- | ------------- | ------ |
| 2001-   | Michel Moreau |        |